# Česká (České Budějovice)
Česká ulice v Českých Budějovicích je ulice v městské památkové rezervaci České Budějovice. Jižní konec této ulice je kolmý k Radniční ulici. Severní konec pak ústí do Husovy třídy.

## Historie
V České ulici byli soustředěni hlavně řemeslníci, kteří byli české národnosti, mj. zpracovatelé kůže - jircháři a koželuhové a bylo zde hodně řezníků. Pravděpodobně proto, že zde byl snadný přístup k vodě a že u Rybářské brány bývala jatka.
Názvem Česká ulice se dříve označoval jen úsek od Hroznové ulice k hradbám (k Mlýnské stoce). Česká ulice byla dříve na tomto konci slepá a končila u hradeb, které byly probourány okolo roku 1838 v souvislosti s prodloužením koněspřežné dráhy. Nejbližší městské brány a branky byly:
- Pražská brána nebo někdy též zvaná Písecká brána (na severním konci Krajinské ulice),
- branka u Rabenštejnské věže;
- Rybářská brána (menší hranatá věž s bránou na západním konci Hroznové ulice);
- Solní branka, která spojuje křižovatku ulic Česká a Radniční se Zátkovým nábřežím na Slepém rameni a mostem na Sokolský ostrov.

Jako Klášterní ulice se označovala část od Hroznové ulice k Piaristické ulici (16. a 17. stol.); tento úsek býval také označován „Za radnicí“ nebo „U klášterní zahrady“. V 18. a v 19. stol. byl tento úsek označován jako „Dominikánská ulice“ nebo německy Dominikanergasse. Úsek od Piaristické ulice k Radniční ulici byl uváděn jako „Za radnicí“ nebo „U radnice“ (16. a 17. stol.); v 18. a v 19. stol. byl tento úsek označován jako „Solní ulice“ nebo německy Salzgasse. V roce 1875 město rozhodlo, že všechny tři úseky dostanou společný název, a to Česká ulice. 

### Požáry
Českou ulici několikrát zachvátily rozsáhlé požáry. Na spáleništi po požáru ze dne 8. dubna 1728 bylo v letech 1728 až 1734 na straně u klášterní zahrady postaveno podle jednotného projektu 9 řadových domků. Požár, který vznikl dne 16. listopadu 1834 v domě, který byl převážně ze dřeva a který stál v místech, kde v současnosti stojí dům Česká č. 38/153, měl za následek zkázu nebo poškození 14 domů v sousedství a hlavně v protilehlém bloku domů.

### Povodně

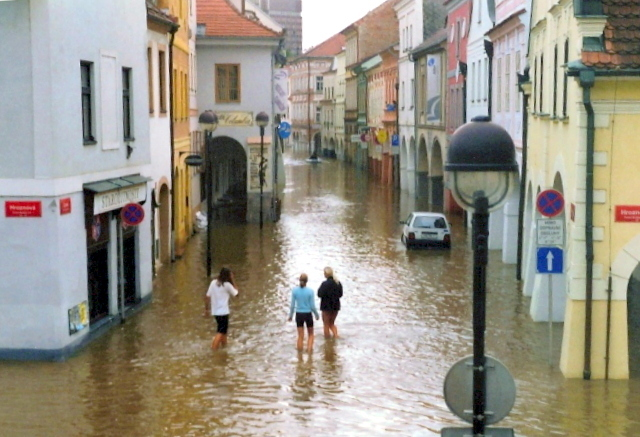
Severní úsek České ulice při povodni v srpnu 2002

Česká ulici byla mnohokrát postižena povodněmi. Poslední velká povodeň byla ve dnech 8. – 13. srpna 2002.

### Koněspřežka
Českou ulicí vedla koněspřežná dráha České Budějovice – Linec. Martina Reitingerová uvádí, že: „V Českých Budějovicích začínala dráha u hlavního solního skladu v Solní ulici. Odtud vedla nákladní manipulační kolej Dominikánskou a Českou ulicí, překročila Mlýnskou stoku i hradební příkop a pokračovala k hostinci U Zelené ratolesti ke skladištím Vojtěcha Lanny.“

## Pamětihodnosti
V České ulici je několik desítek kulturních památek, další objekty jsou součástí městské památkové rezervace a ochranného pásma nemovitým kulturním památkám hradebního systému ve městě České Budějovice

### Dům Česká 2

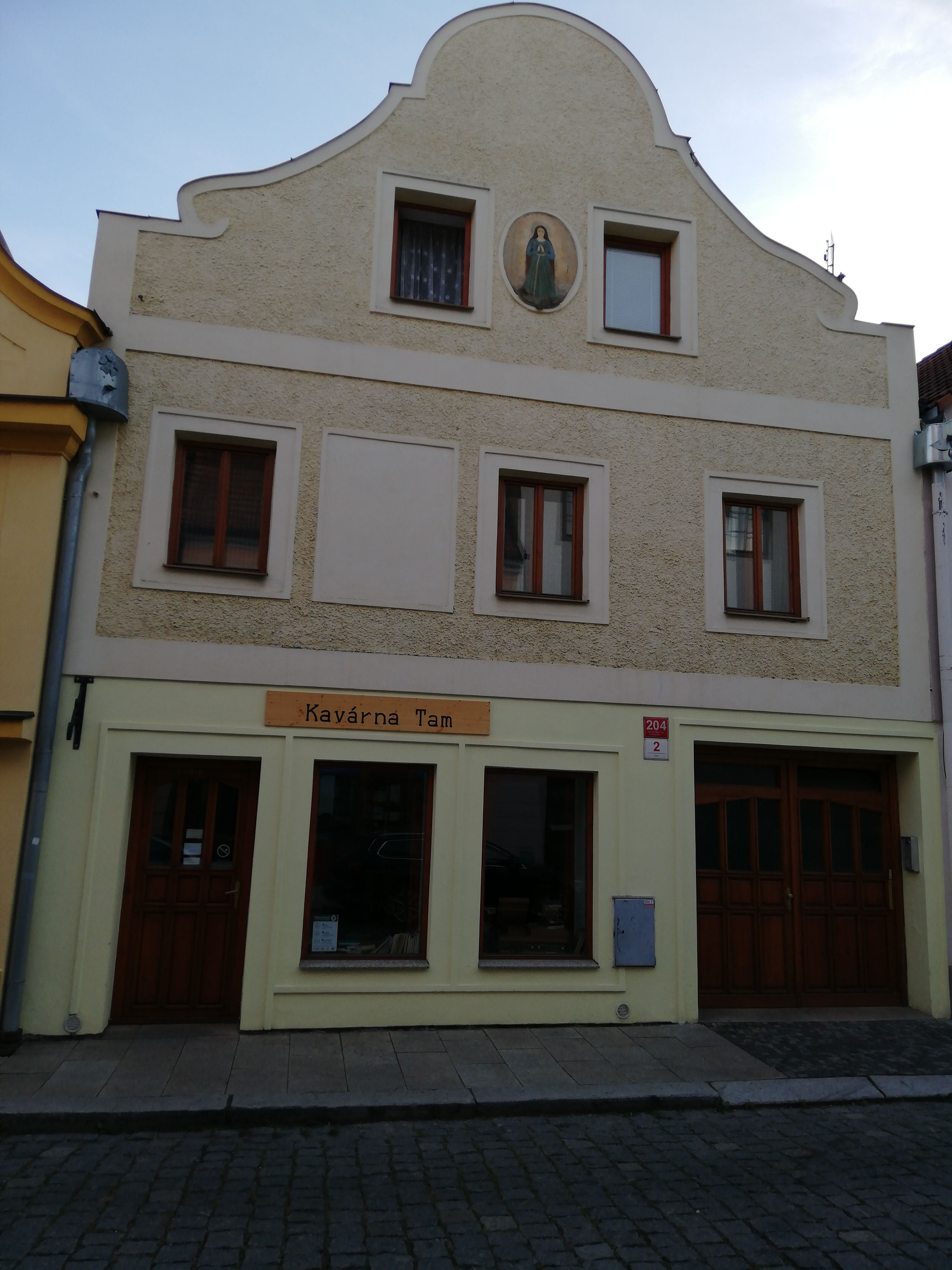
Dům Česká 2

V domě Česká 2 ( č. p. 204) býval hostinec U české chalupy, který navštěvoval Jaroslav Hašek, když jako příslušník 91. pěšího pluku rakousko–uherské armády v roce 1915 tři měsíce pobýval v nedalekých Mariánských kasárnách. Pravděpodobně tento hostinec navštěvovala řada dalších známých osobností, kteří v těchto kasárnách vykonávali vojenskou službu.

### Dům Česká 36
Dům Česká 36 (č. p. 154) je rohový dům na křižovatce České ulice s Hroznovou ulicí. Vyznačuje se nárožním arkýřem podepřeným trojicí krakorců.

### Dům Česká 39
Dům Česká 39 (č. p. 27) je řadový, původně gotický dům, přestavěný v rané renesanci a upravený významněji v klasicismu. Vyznačuje se podloubím, které je zaklenuté křížovými klenbami. Začátkem 30. let 20. století byly vpravo od tohoto domu zbourány dva goticko–renesanční domy s podloubím, aby zde mohla být postavena již neexistující vinárna „U Höflingerů“ (později vinárna „Split“, ve které se natáčely některé scény filmu Drahé tety a já).

### Dům Česká 59
Klasicistní dům Česká 59 (č. p. 5) z let 1823–1825 je v zadní části radničního areálu. Do roku 1905 zde bylo sídlo kriminálního soudu a věznice. Na fasádě domu je latinský nápis „Franciscus I. imperator securitati publice MDCCCXXV“ (volně přeloženo: „Císař František I. pro veřejnou bezpečnost 1825“).

### Dům Česká 64
Sídlí zde Gymnázium, České Budějovice, Česká 64 (č. p. 142). Dům byl postaven v letech 1902–1903 na místě části bývalého solního skladu a části bývalého městského opevnění. Zbourány byly v těchto míistech hradby a jedna bašta. V prostoru nynějšího školního dvora byly původně klášterní hospodářské budovy a na přelomu 15. a 16. století zde stával klášterní pivovar a sladovna. Hlavní vchod do budovy gymnázia byl původně uvažován a také postaven ze západní strany, tj. ze Zátkova nábřeží, kde bylo tehdy uvažováno se zasypáním starého koryta Vltavy a vybudováním široké ulice. V letech 1903–1923 zde bylo německé státní gymnázium, na kterém např. studoval pozdější dlouholetý československý ministr zdravotnictví Josef Plojhar. V letech 1923–1939 zde bylo České státní reformní reálné gymnasium, v letech 1939–1945 německý vojenský lazaret. Od roku 1945 do roku 1981 zde mělo sídlo několik typů škol. Od roku 1981 je v budově opět gymnázium.

## Současnost
Ulice je dlážděná a smí se zde jezdit jen třicetikilometrovou rychlostí – je v zóně 30. Dopravní provoz je rozdělen na tří úseky – každý z nich je jednosměrná pozemní komunikace. Jsou to tyto úseky:
- úsek z křižovatky Česká/Hroznová ke křižovatce Česká/Husova,
- úsek z křižovatky Hroznová/Česká ke křižovatce Česká/Piaristická (vjezd cyklistů v protisměru je povolen) a
- úsek z křižovatky Česká/Radniční ke křižovatce Česká/Piaristická (vjezd cyklistů v protisměru je povolen).

Ulice je v zóně centrum, ve které je stání povoleno jen na vyznačených parkovištích. Do ulice je zákaz vjezdu vozidel jejichž okamžitá hmotnost je vyšší než 3,5 tuny.